# Lista de deputados estaduais do Rio Grande do Sul da 21.ª legislatura
Esta é uma lista de deputados da 21ª Legislatura da Assembleia legislativa do Rio Grande do Sul, que assumiram em 1891, com mandatos até 1893:
|    | Nome                                        | Partido |
| 1  | Carlos Barbosa Gonçalves                    | PRR     |
| 2  | Frederico Bastos                            |         |
| 3  | José Carlos Pinto Júnior                    |         |
| 4  | Antônio Soares de Barcelos                  |         |
| 5  | Antônio Antunes Ribas                       |         |
| 6  | Álvaro Batista                              |         |
| 7  | Aureliano Pinto Barbosa                     |         |
| 8  | Artur Homem de Carvalho                     |         |
| 9  | Aparício Mariense da Silva                  |         |
| 10 | Alfredo Clemente Pinto                      |         |
| 11 | Caetano Inácio da Silva                     |         |
| 12 | Carlos Thompson Flores                      |         |
| 13 | Cândido Machado da Silveira                 |         |
| 14 | Epaminondas Piratinino de Almeida           |         |
| 15 | Evaristo Teixeira do Amaral Júnior          |         |
| 16 | Fernando Setembrino de Carvalho             |         |
| 17 | Francisco de Paula Alencastro               |         |
| 18 | Francisco de Paula Lacerda de Almeida       |         |
| 19 | Francisco Gonçalves de Miranda              |         |
| 20 | Gervásio Alves Pereira                      |         |
| 21 | Gervásio Lucas Annes                        |         |
| 22 | Heráclito Americano de Oliveira             |         |
| 23 | Ismael Simões Lopes                         |         |
| 24 | Júlio de Mendonça Moreira                   |         |
| 25 | João Pinto da Fonseca Guimarães             |         |
| 26 | João José Pereira Parobé                    |         |
| 27 | João Steenhagen                             |         |
| 28 | José Gabriel da Silva Lima                  |         |
| 29 | Luís Carlos Massot                          |         |
| 30 | Luís Englert                                |         |
| 31 | Manuel Teófilo Barreto Viana                |         |
| 32 | Salustiano Orlando de Araújo Costa          |         |
| 33 | Tristão de Oliveira Torres                  |         |
| 34 | Protásio Antônio Alves                      |         |
| 35 | Alencastro Carneiro da Fontoura             |         |
| 36 | Fernando Luís Osório                        |         |
| 37 | João Frederico Abbott                       | PRR     |
| 38 | Líbio Vinhas                                |         |
| 39 | Manuel Vicente do Amaral                    |         |
| 40 | Marçal Pereira de Escobar                   |         |
| 41 | Vasco Pinto Bandeira Filho                  |         |
| 42 | Vespasiano Gonçalves de Albuquerque e Silva |         |
| 43 | José Nunes de Castro                        |         |